# Isaac Kragten
Isaac Kragten (* 16. Mai 2002 in Caledonia, Ontario) ist ein kanadischer Schauspieler. Am bekanntesten ist er für seine Rolle als Agent Otis in Odd Squad – Junge Agenten retten die Welt, für die er bei den 44. Daytime Emmy Awards den Daytime Emmy Award als herausragender Darsteller in einem Kinder-, Vorschul- oder Familienprogramm gewann. Er spielte Josh auch in Breakthrough – Zurück ins Leben.
Kragten tritt seit 2015 schauspielerisch in Erscheinung, sein Schaffen umfasst mehr als ein Dutzend Produktionen. 2022 war er in dem Film Ich. Bin. So. Glücklich. zu sehen.